# قميص بلا أكمام

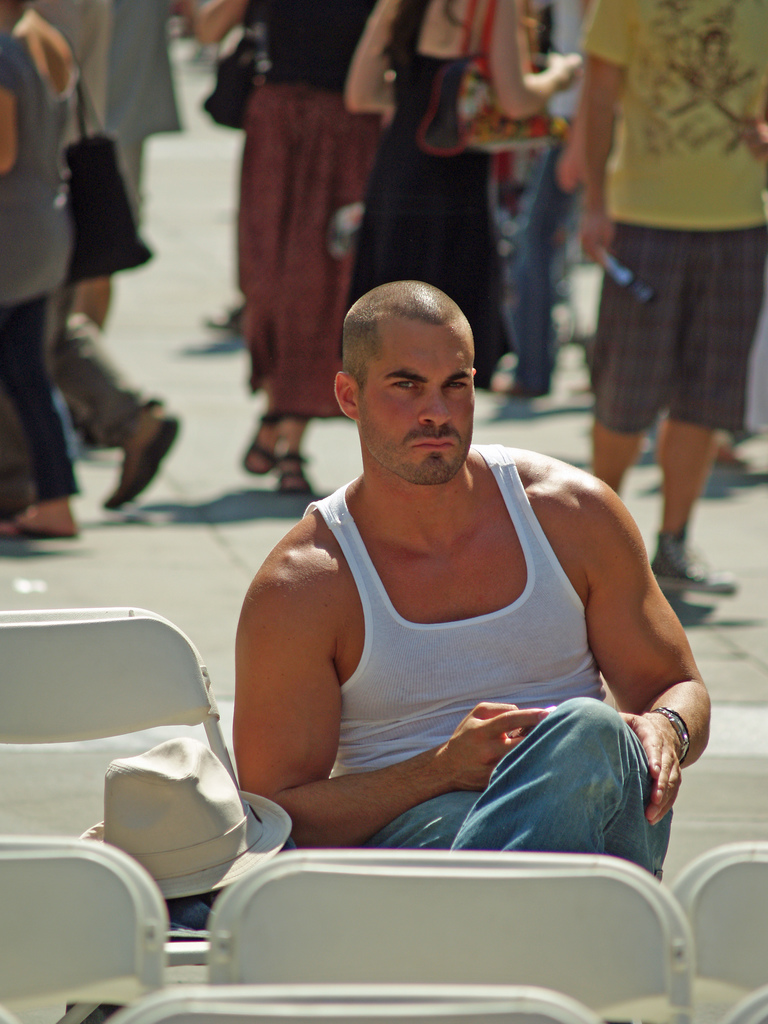

قميص بلا أكمام هو نوع من الملابس الداخلية التي بإمكان الرجال والنساء ارتداؤه، وهو عموما يُظهر اليدين والعنق.